# Johann Fooken
Johann Fooken (* 16. März 1881 in Bant, Wilhelmshaven; † 22. Januar 1961 in Wilhelmshaven) war ein deutscher Politiker.
Der Werftarbeiter gehörte als Abgeordneter der SPD von der ersten Sitzung am 30. Januar 1946 bis zur letzten am 6. November 1946 dem Ernannten Landtag von Oldenburg an.

## Quelle
- Barbara Simon: Abgeordnete in Niedersachsen 1946–1994. Biographisches Handbuch. Hrsg. vom Präsidenten des Niedersächsischen Landtages. Niedersächsischer Landtag, Hannover 1996, S. 103.

| Personendaten    | Personendaten                  |
| ---------------- | ------------------------------ |
| NAME             | Fooken, Johann                 |
| KURZBESCHREIBUNG | deutscher Politiker (SPD), MdL |
| GEBURTSDATUM     | 16. März 1881                  |
| GEBURTSORT       | Bant, Wilhelmshaven            |
| STERBEDATUM      | 22. Januar 1961                |
| STERBEORT        | Wilhelmshaven                  |